# Ocean Shores (Washington)
Ocean Shores es una ciudad ubicada en el condado de Grays Harbor en el estado estadounidense de Washington. En el año 2000 tenía una población de 3.836 habitantes y una densidad poblacional de 171,7 personas por km².

## Geografía
Ocean Shores se encuentra ubicada en las coordenadas 46°58′18″N 124°9′17″O / 46.97167, -124.15472.

## Demografía
Según la Oficina del Censo en 2000 los ingresos medios por hogar en la localidad eran de $34.643, y los ingresos medios por familia eran $38.520 Los hombres tenían unos ingresos medios de $31.371 frente a los $25.393 para las mujeres. La renta per cápita para la localidad era de $19.192. Alrededor del 12,4% de la población estaban por debajo del umbral de pobreza.